# دنزل دوغلاس
دينزل دوغلاس يويلين (بالإنجليزية: Denzil Llewellyn Douglas)‏ (ولد في 14 يناير 1953) هو رئيس وزراء سانت كيتس ونيفيس منذ تموز/يوليو 1995. انه يقود سانت كيتس ونيفيس نيباتاً للحزب العمل. وهو أقدم رئيس وزراء لسانت كيتس ونيفيس.